# Siergiej Ponomarienko
Siergiej Władilenowicz Ponomarienko, ros. Сергей Владиленович Пономаренко (ur. 6 października 1960 w Moskwie) – radziecki łyżwiarz figurowy, startujący w parach tanecznych z żoną Mariną Klimową. Mistrz olimpijski z Albertville (1992), wicemistrz olimpijski z Calgary (1988), brązowy medalista olimpijski z Sarajewa (1984), trzykrotny mistrz świata (1989, 1990, 1992), czterokrotny mistrz Europy (1989–1992) oraz pięciokrotny mistrz Związku Radzieckiego. Karierę amatorską zakończył w 1992 roku, zaś po profesjonalną w 1996 roku i został trenerem łyżwiarstwa w San Jose.
W 1987 roku Klimowa i Ponomarienko po raz pierwszy wykonali Golden Waltz, który później Międzynarodowa Unia Łyżwiarska (ISU) przyjęła jako jeden ze wzorów tańca obowiązkowego tzw. pattern dance wykonywany przez pary taneczne.

## Życiorys

### Kariera
Ponomarienko rozpoczynał swoją karierę łyżwiarską w klubie Spartak Moskwa, a jego pierwszą partnerką sportową była Tatjana Durasowa z którą zdobył dwa tytuły mistrzów świata juniorów w 1978 i 1979 roku.
W 1980 roku jej partnerem sportowym został Siergiej Ponomarienko. Podczas debiutu olimpijskiego na Zimowych Igrzyskach Olimpijskich 1984 w Sarajewie Ponomarienko miał 24 lata, zaś Klimowa niespełna 18 i tuż przed igrzyskami zostali brązowymi medalistami mistrzostw Europy. Klimowa i Ponomarienko wywalczyli brązowy medal również na igrzyskach ustępując na podium Brytyjczykom Jayne Torvill i Christopherowi Deanowi oraz swoim rodakom Natalji Biestiemjanowej i Andriejowi Bukinowi. W kolejnym sezonie 1984/1985, już jako małżeństwo, nie zajęli miejsca poniżej drugiego stopnia podium przez kolejne osiem sezonów, czyli aż do zakończenia kariery amatorskiej w 1992 roku. W latach 1985–1988 zdobyli osiem srebrnych medali na zawodach mistrzowskich: trzykrotnie zostali wicemistrzami Europy, czterokrotnie zdobyli wicemistrzostwo świata i zostali wicemistrzami olimpijskimi na Zimowych Igrzyskach Olimpijskich 1988 w Calgary ustępując jedynie Biestiemjanowej i Bukinowi.
Od sezonu 1988/1989 Klimowa i Ponomarienko byli utrzymywali się w czołówce par tanecznych przegrywając jedynie na mistrzostwach świata w 1991 roku z francuską parą, rodzeństwem Isabelle Duchesnay i Paulem Duchesnay. To właśnie w 1991 roku Klimowa i Ponomarienko stali się uczestnikami skandalu dopingowego. Po wygraniu mistrzostw Europy w styczniu 1991 roku w Sofii ogłoszono, że test antydopingowy Klimowej okazał się być pozytywny. Ta informacja była szokiem dla całego środowiska sportowego, jednak Klimowa i Ponomarienko konsekwentnie odpierali zarzuty. Z kolei radziecki wiceminister sportu zasugerował sabotaż, gdyż wynik pozytywny dotyczył jedynie próbki „A”, a wiadomość o pozytywnym wyniku testu została ogłoszona przed badaniem próbki „B”. Przez kolejne 30 dni Klimowa i Ponomarienko zaprzestali treningów i czekali na ogłoszenie wyników próbki „B”, która okazała się być negatywna. Klimową oczyszczono z zarzutów przyjmowania substancji niedozwolonych, jednak odbyło się to dopiero na dwa tygodnie przed mistrzostwami świata. Po wyjaśnieniu zajścia podkreślono, że jednostka kontroli antydopingowej w Sofii, która była odpowiedzialna za badanie próbki „A” nie miała odpowiedniej akredytacji.
W latach 1988–1992 Klimowa i Ponomarienko zdobyli cztery tytułu mistrzów Europy, trzy tytuły mistrzów świata, a zwieńczeniem ich kariery był udział w trzecich i ostatnich w ich karierze Zimowych Igrzyskach Olimpijskich 1992 w Albertville. Wystąpili na nich pod flagą Wspólnoty Niepodległych Państw i zostali mistrzami olimpijskimi pokonując rodzeństwo Duchesnay oraz rodaków, Majię Usową i Aleksandra Żulina. Ich taniec dowolny do kompozycji Bacha i Chopina, który dał im złoty medal jest uważany jako jeden z najbardziej romantycznych występów olimpijskich wśród par tanecznych. Wszystkich dziewięciu sędziów przyznało im porównywalne wyniki za prezentację: 5,8, 5,9 lub perfekcyjną notę 6,0. W zakresie umiejętności technicznych ośmiu sędziów przyznało im notę 5,7 lub 5,8, sędzia z ich kraju przyznał im 5,9, zaś od sędziego z Francji otrzymali jedynie notę 5,5. Ten sposób oceniania sędziego z Francji był uznany później jako rażąca próba wsparcia rodzeństwa Duchesnay z Francji. Ostatecznie Klimowa i Ponomarienko zdobyli złoto olimpijskie i zostali pierwszą parą taneczną, która w swoim dorobku medalowym ma wszystkie trzy kolory medalu olimpijskiego. Para zakończyła karierę amatorską w 1992 roku.
Do 1996 roku Klimowa i Ponomarienko występowali jako łyżwiarze profesjonalni dwukrotnie zdobywając srebrne medale na mistrzostwach świata profesjonalistów w 1995 i 1996 roku. Następnie obydwoje zajęli się pracą trenerską ucząc łyżwiarstwa figurowego dzieci i młodzież w San Jose. Ponadto byli również pierwszymi trenerami ich syna Anthony'ego.

### Życie prywatne
We wrześniu 1984 roku Ponomarienko ożenił się ze swoją partnerką sportową Mariną Klimową. Po zakończeniu kariery sportowej osiedlili się w Morgan Hill w stanie Kalifornia. Mają dwóch synów: Timothy'ego (ur. 1998) i Anthony'ego (ur. 2001), który jest łyżwiarzem figurowym i reprezentuje Stany Zjednoczone w konkurencji par tanecznych z Christiną Carreirą.

## Osiągnięcia

### Z Mariną Klimową
|                                      | ZSRR  | ZSRR  | ZSRR  | ZSRR  | ZSRR  | ZSRR  | ZSRR  | ZSRR  | ZSRR  | ZSRR  | ZSRR  | WNP · WNP |
| Zawody                               | 80–81 | 81–82 | 82–83 | 83–84 | 84–85 | 85–86 | 86–87 | 87–88 | 88–89 | 89–90 | 90–91 | 91–92     |
| Międzynarodowe                       |       |       |       |       |       |       |       |       |       |       |       |           |
| Igrzyska olimpijskie                 |       |       |       | 3     |       |       |       | 2     |       |       |       | 1         |
| Mistrzostwa świata                   |       |       |       | 4     | 2     | 2     | 2     | 2     | 1     | 1     | 2     | 1         |
| Mistrzostwa Europy                   |       |       | 4     | 3     | 2     | 2     | 2     |       | 1     | 1     | 1     | 1         |
| Golden Spin of Zagreb                |       | 2     |       |       |       |       |       |       |       |       |       |           |
| Prize of Moscow News                 |       |       | 3     |       | 1     | 2     | 1     | 1     | 1     |       |       |           |
| Nebelhorn Trophy                     |       |       | 1     | 1     |       |       |       |       |       |       |       |           |
| Grand Prix International St. Gervais |       |       | 1     | 1     |       |       |       |       |       |       |       |           |
| Fujifilm Trophy                      |       |       |       |       |       |       |       | 1     |       |       |       |           |
| Ennia Challenge Cup                  |       |       | 2     | 1     | 1     |       |       |       |       |       |       |           |
| Igrzyska dobrej woli                 |       |       |       |       |       |       |       |       |       |       | 1     |           |
| Krajowe                              |       |       |       |       |       |       |       |       |       |       |       |           |
| Mistrzostwa ZSRR                     | 8     | 6     | 5     |       | 1     | 1     |       | 1     | 1     | 1     |       |           |
| Spartakiada                          |       | 3     |       |       |       |       |       |       |       |       |       |           |

### Z Tatjaną Durasową
| Zawody                                | 77–78          | 78–79          | 79–80          |                |                |                |                |                |                |                |                |                |                |                |                |                |                |
| Międzynarodowe                        | Międzynarodowe | Międzynarodowe | Międzynarodowe | Międzynarodowe | Międzynarodowe | Międzynarodowe | Międzynarodowe | Międzynarodowe | Międzynarodowe | Międzynarodowe | Międzynarodowe | Międzynarodowe | Międzynarodowe | Międzynarodowe | Międzynarodowe | Międzynarodowe | Międzynarodowe |
| ------------------------------------- | -------------- | -------------- | -------------- | -------------- | -------------- | -------------- | -------------- | -------------- | -------------- | -------------- | -------------- | -------------- | -------------- | -------------- | -------------- | -------------- | -------------- |
| Nebelhorn Trophy                      |                |                | 3              |                |                |                |                |                |                |                |                |                |                |                |                |                |                |
| Międzynarodowe: Kategorie młodzieżowe |                |                |                |                |                |                |                |                |                |                |                |                |                |                |                |                |                |
| Mistrzostwa świata juniorów           | 1              | 1              |                |                |                |                |                |                |                |                |                |                |                |                |                |                |                |

## Nagrody i odznaczenia
- Światowa Galeria Sławy Łyżwiarstwa Figurowego – 2000[18]
- Zasłużony Mistrz Sportu – 1988
- Medal „Za pracowniczą wybitność”